# 別列斯托韋 (薩赫諾夫希納區)
49°1′53″N 35°54′30″E / 49.03139°N 35.90833°E
別列斯托韋（烏克蘭語：Берестове），是烏克蘭東部的村莊，隸屬哈爾科夫州的別列斯京區。該村始建於1860年，面積0.51平方公里，海拔高度144米，2001年人口144，人口密度每平方公里282.4人。